# Grangeville (Idaho)
Grangeville – miasto w Stanach Zjednoczonych, w stanie Idaho, siedziba administracyjna hrabstwa Idaho.